# Rankine
A escala Rankine (símbolo R, Ra) é uma escala de temperatura absoluta assim chamada em homenagem ao engenheiro e físico escocês William John Macquorn Rankine, que a propôs em 1859.
Assim como a escala absoluta Kelvin, o 0 Ra é o zero absoluto, porém a variação do Rankine é definida como sendo igual a um grau Fahrenheit. Assim, a variação de um Ra equivale à variação de um °F. Então a temperatura de -459,67 °F é exatamente igual a 0 Ra.
Assim como a escala absoluta Kelvin,a escala absoluta Rankine também não é grafada com o termo "grau" desde decisão do CGPM em 1967.
Apesar de não ser tão popular, a escala Rankine é usada em alguns campos da engenharia nos Estados Unidos, entretanto o Instituto Nacional de Padrões e Tecnologia recomenda não usar essa escala em publicações NIST.

## Conversão de unidades de temperatura
| Conversão de    | para            | Fórmula                  |
| --------------- | --------------- | ------------------------ |
| kelvin          | grau Fahrenheit | °F = K × 1,8 - 459,889   |
| grau Fahrenheit | kelvin          | K = (°F + 459,67) / 1,8  |
| kelvin          | grau Celsius    | °C = K - 273,15          |
| grau Celsius    | kelvin          | K = °C + 273,15          |
| kelvin          | rankine         | Ra = K × 1,8             |
| rankine         | kelvin          | K = Ra / 1,8             |
| kelvin          | réaumur         | °Ré = (K - 273,15) × 0,8 |
| réaumur         | kelvin          | K = °Ré × 1,25 + 273,15  |